# Tweede fase
De tweede fase is in Nederland sinds 1998 een synoniem voor de bovenbouw van de havo en het vwo en duurt van het vierde leerjaar tot en met het examenjaar. De eerste fase bestaat dan logisch gezien uit de eerste drie leerjaren van havo en vwo, ook wel onderbouw geheten. Volgens de wet houdt de tweede fase een aantal regelingen in voor de samenstelling van het voormalige 'vakkenpakket', vanaf 1998 'profielen' geheten, alsmede voor de studielast en de examenprogramma's voor elk van de schoolvakken. De onderwijsvernieuwing die gelijktijdig werd gepromoot en bekendstaat onder de naam studiehuis maakt wettelijk gezien geen deel uit van de tweede fase, maar kan door elke school naar eigen inzicht worden vormgegeven.

## Profielen
De profielen zijn als volgt:
- Cultuur en Maatschappij (C&M)
- Economie en Maatschappij (E&M)
- Natuur en Gezondheid (N&G)
- Natuur en Techniek (N&T)

## Doelen
De tweede fase heeft als doelen:
- leerlingen een brede algemene ontwikkeling geven;
- samenhang creëren tussen de schoolvakken;
- een zelfstandiger manier van leren die beter aansluit bij de werkwijze in het hoger onderwijs

## Methode
Men probeert deze doelstellingen te bereiken door het invoeren van profielen en nieuwe examenprogramma's. Deze examenprogramma's zijn voorbereid door zogenaamde Vakontwikkelgroepen, waarin leraren, vakdidactici en vakwetenschappers zitting hadden.
Ook wordt vanaf 1998 van overheidswege een aantal didactische en onderwijskundige aspecten gepromoot (maar niet wettelijk opgelegd) waardoor leerlingen meer zelfstandigheid kunnen verwerven bij het leren. Deze didactische en onderwijskundige aspecten, die elke school naar eigen inzicht kan vormgeven, staan bekend onder de naam studiehuis. Het staat scholen overigens vrij deze aspecten niet in hun onderwijs toe te passen.

## Invoering en eerste evaluatie
Ongeveer een derde van de scholen startte in 1998 met de tweede fase en twee derde stelde de invoering nog een jaar uit om de invoering beter voor te bereiden. Door de invoering van nieuwe vakken en het opheffen van "oude" vakken ging een deel van de docenten andere vakken geven dan voorheen. Voor de meeste docenten veranderde er weinig, behalve dat voor hun vak een uitgebreider examenprogramma ging gelden.
Een onbekend, maar substantieel en vocaal deel van de leraren had moeite met de veranderde examenprogramma's en/of didactische richtlijnen die zelfstandig werken of zelfstandig leren zouden bevorderen. Indien hun school voor dergelijke richtlijnen koos, moesten deze docenten meer gaan begeleiden en minder klassikaal lesgeven. Sommige vernieuwde schoolvakken kregen meer uren dan vergelijkbare oudere vakken, voor andere vakken was het omgekeerde het geval. Er kwamen nieuwe schoolvakken bij, zoals Algemene Natuurwetenschappen (ANW) en Culturele en Kunstzinnige Vorming (CKV). Sommige vakken kregen met nieuwe leerlingpopulaties te maken, zoals de deeltalen Frans en Duits, waarbij leraren leerlingen te onderwijzen kregen die de betreffende taal in het oude stelsel wellicht hadden 'laten vallen'. Met de nieuwe vakken (deeltalen Frans en Duits), ANW, CKV bestond nog vrijwel geen ervaring en er was soms bij de invoering onvoldoende lesmateriaal voorhanden. Het werk veranderde voor een aantal docenten en net als elke verandering veroorzaakte dat kansen en bedreigingen voor de betrokkenen.
Op een groot aantal scholen was de tweede fase een succes, zoals blijkt uit de jaarlijkse monitoringsrapporten en de in het algemeen positieve reacties vanuit de vakverenigingen.

## Demonstratie
Op 6 december 1999 demonstreerden zo'n 20.000 scholieren in Den Haag tegen de tweede fase. Hun eis betrof vooral verlichting van het programma, waaraan een groot deel van hen slechts drie maanden had deelgenomen, maar waar ze al wel erg bang voor waren. Deze verlichting hebben zij voor een belangrijk deel ook gekregen.
Op verzoek van een aantal scholen, docenten en leerlingen voerde staatssecretaris Karin Adelmund van het Ministerie van Onderwijs, Cultuur en Wetenschap in 2000 een aantal, vooral organisatorische, verlichtingsmaatregelen voor de tweede fase door. Ook de protestactie van de leerlingen zal hier aan bijgedragen hebben.

## Zelfstandigheid

### Zelfstandigheid op het vwo en de havo
De grotere zelfstandigheid bij het leren die vorm moest krijgen in het studiehuis is een essentiële verandering die de nodige tijd kost. Van docenten die gewend waren hoofdzakelijk frontaal les te geven, werd een meer begeleidende rol gevraagd. Dit ging een aantal docenten niet meteen goed af, waardoor het ook voor de leerlingen verwarrend werd: wat werd er nu wel en niet van hen verwacht?
In het begin was het ook voor menigeen onduidelijk wat en hoe er getoetst moest worden. De toetsing werd wel vastgelegd in het Programma van Toetsing en Afsluiting (PTA), maar op menige school was dat document niet op tijd in orde gemaakt. Het werd bovendien niet door iedereen goed begrepen en gelezen, door zowel leerlingen als docenten. Voor leerlingen en docenten was dat soms reden tot ongenoegen over behaalde cijfers. Scholen behielden een flinke vrijheid bij het inrichten van het Schoolexamen (50% van het examencijfer). Dit maakt de op diverse scholen behaalde prestaties van de leerlingen onderling slecht vergelijkbaar.
In de tweede fase moeten scholen over hun manier van toetsen een duidelijker verantwoording afleggen dan zij gewend waren.
De overgang naar zelfstandigheid werd door sommige docenten als erg groot ervaren. Zij vonden het hinderlijk dat ze de controle over het leerproces kwijtraakten. Ook sommige leerlingen hadden hier moeite mee. Een en ander houdt verband met een duidelijk effect van de invoering van de tweede fase: scholen leren leerlingen om zelfstandig te werken. Ook bieden zij leerlingen de fysieke ruimtes om zelfstandig te werken. Dit doen zij overigens naast het stimuleren van samenwerking tussen leerlingen in de vorm van projecten in teamverband.
Daarnaast bleken de profielen voor een deel van de leerlingen te zwaar. Ieder profiel bevat vele kleine vakken, die samen, net als vroeger, een theoretische studielast opleveren van circa 40 uur per schoolweek. Ook zijn er meer examens, waarin kleinere gedeelten van de examenstof getoetst worden. Waar bij de vrije vakkenpakketkeuze vóór de invoering van de tweede fase in 6 of 7 (havo) of 7 of 8 (vwo) vakken centraal eindexamen gedaan werd, moest er in de tweede fase soms in meer dan 12 vakken een centraal of schoolexamen gedaan worden. Hierbij zijn twee kanttekeningen te plaatsen. Ten eerste volgden leerlingen voorafgaand aan de invoering van de tweede fase ook vakken waarin men geen examen deed, maar waaraan de school wel eisen stelde (zoals gymnastiek, maatschappijleer, catechese, handvaardigheid, muziek). Ten tweede hoeven leerlingen in de tweede fase niet voor alle 12 vakken centraal eindexamen te doen. Voor sommige vakken is een veel minder zwaar schoolexamen voldoende.
Een ander gevolg van de tweede fase is dat bepaalde vakkencombinaties die eerder wel mogelijk waren, door de vaste profielen moeilijk of op sommige scholen onmogelijk geworden zijn, bijvoorbeeld een fifty-fifty balans tussen talen en exacte vakken. Deze verschillen worden door sommigen als nadelen (zwaarte), door anderen als voordelen (niveauverhoging) van de tweede fase beschouwd.
Zelfstandig leren en het maken van werkstukken worden verondersteld extra problemen op te leveren voor leerlingen met een leer- of ontwikkelingsstoornis, bijvoorbeeld dyslexie of het syndroom van Asperger.
Ook voor kinderen die (nog) niet zelfstandig kunnen werken werd het de tweede fase moeilijker, indien de school op hun vermogen tot zelfstandigheid een groter beroep deed. Mogelijk is dat vooral het geval op de scholen die geen training in zelfstandig werken aanboden, hoewel dat een doel van de tweede fase was. Zelfstandig werken is gebruikelijk in het hbo en wo en velen zijn van mening dat vo-scholen zo vroeg mogelijk aandacht aan zelfstandigheid moeten besteden.

### Zelfstandigheid op de universiteit en hogeschool
Op de universiteiten en hogescholen was intussen ook duidelijk dat het 'gat' tussen het voortgezet onderwijs en het hoger onderwijs in didactisch opzicht te groot was, en was een omgekeerde tendens aan de gang naar minder zelfstandigheid. De bekende zelfstandigheid van de studenten op het wo- met onder andere vrijwillige aanwezigheid bij colleges, geen huiswerk of controle daarop, collegezalen met soms meer dan 1000 studenten en het verlokkelijke studentenleven - bleek ook voor veel studenten te veel van het goede. Uitval van 40 à 50% in het eerste jaar was bij sommige opleidingen niet ongewoon. Het fenomeen van de eeuwige student was bekend, zij het vooral uit de decennia voorafgaand aan invoering van de prestatiebeurs. Om hun rendement te verbeteren werden universiteiten schoolser door het invoeren van werkcolleges, verplichte aanwezigheid, mentorgroepen, proactieve studieadviseurs en een bindend studieadvies. Bij sommige hogescholen krijgt iedere student zelfs persoonlijke studiebegeleiding.

## Publieke verantwoording
Het Ministerie van Onderwijs heeft tot op zekere hoogte grip op de scholen met een tweede fase, onder andere door te controleren of scholen daadwerkelijk PTA's opstellen en publiek maken. Scholen moeten uiterlijk op 1 oktober van elk schooljaar het betreffende PTA op hun site zetten en/of op papier overhandigen aan de leerlingen, zodat deze weten wanneer, wat getoetst wordt.
Ook worden de doorstroom- en examenresultaten van scholen tegenwoordig op een site van de Onderwijsinspectie vermeld. Het dagblad Trouw deed gedurende enkele jaren op eigen wijze verslag van deze gegevens in hun dossier 'Schoolprestaties'.

## Herziening tweede fase in 2007
Vanaf het schooljaar 2007-2008 vonden er op aansporing van het Ministerie van Onderwijs enkele inhoudelijke en organisatorische veranderingen plaats in de tweede fase. Deze veranderingen zijn erop gericht om binnen de bestaande opzet van de tweede fase "zoveel mogelijk ruimte te scheppen voor eigen keuzes van scholen, en versnippering en overladenheid van het onderwijsprogramma tegen te gaan", aldus het ministerie. De bedoeling van de wetgever is dat scholen "meer ruimte krijgen voor zaken waarvoor de tweede fase mede bedoeld was, namelijk vaardigheidsonderwijs, zelfstandig en actief leren en vergroting van de samenhang tussen de vakken".
Een concrete herziening betreft de 'globalisering' van de examenprogramma's, die soms een reductie van 80% van de eindtermen inhouden. Er blijven alleen 'globale' eindtermen over, wat er naar verwachting toe zal leiden dat de inhoud en vorm van de schoolexamens sterker dan voorheen zal variëren. De vergelijkbaarheid van schooldiploma's wordt daardoor kleiner, de mogelijkheid voor scholen om zich te profileren groter.
Ook zullen de samenstellers van het Centraal Examen voor elk vak meer dan voorheen een eigen invulling moeten geven aan de 'globale eindtermen'. De examens en de examenvragen worden daardoor minder voorspelbaar, tenzij de opstellers van het examen tijdig aangeven hoe zij de globale eindtermen ten behoeve van de examinering zullen opvatten.